# عبد الواحد لؤلؤة
عبد الواحد لؤلؤة (ولد في الموصل في 16 يوليو1931م - ) ، مترجم وناقد وأكاديمي عراقي. يجيد اللغات الإنجليزية والفرنسية والإسبانية والألمانية، وصدرت له الكثير من المؤلفات والترجمات، من أبرزها ترجمة أجزاء من (موسوعة المصطلح النقدي)، وترجمة كتاب (الإتجاهات والحركات في الشعر العربي الحديث) للدكتورة سلمى الخضراء الجيوسي. وحصل على جائزة الملك عبد الله بن عبد العزيز العالمية للترجمة عام 2009.

## التعليم
- حاصل على الدكتوراه في الأدب الإنجليزي (الشعر الحديث والنقد) من جامعة كيس وسترن ريسرف في أوهايو عام 1962.[8]
- حاصل على الماجستير في اللغة الإنجليزية وتدريسها من جامعة هارفرد عام 1957.
- حاصل على حصل على الليسانس في اللغة الإنجليزية من جامعة بغداد عام 1952.[9]

## الإصدارات

### الترجمات
| الكتاب                                                       | المؤلف                                | التاريخ | المصدر |
| ------------------------------------------------------------ | ------------------------------------- | ------- | --- |
| مياه بابل: رقصة العريف                                       | جون آردن                              | 1976    | |
| تيمون الأثيني                                                | وليم شكسبير                           | 1977    | |
| الحرية المغلولة: صعود البطل                                  | جون آردن                              | 1978    | |
| موسوعة المصطلح النقدي                                        |                                       | 1978    | بدأ ترجمة الموسوعة بتكليف من وزارة الثقافة العراقية، وكان كل جزء يحمل عنواناً من مصطلحات النقد الأدبي الأوروبي صدر منها 43 جزءاً في بريطانيا حتى عام 1982. وأنجز لؤلؤة ترجمة 16 جزءاً وتوقف عن ترجمتها مع خروجه من العراق أثناء نشوب الحرب العراقية الإيرانية. |
| وليم بليك                                                    | د. ج - گلم                            | 1982    | |
| پيركليس                                                      | وليم شكسبير                           | 1990    | |
| سيمبلين                                                      | وليم شكسبير                           | 1992    | |
| أغان وأشعار                                                  | رابندرنات طاغور                       | 1994    | [ 11 ] |
| الإتجاهات والحركات في الشعر العربي الحديث 1                  | سلمى الخضراء الجيوسي                  | 1996    | |
| أطلس الحضارة الإسلامية                                       | إسماعيل الفاروقي - لوس لمياء الفاروقي | 1998    | |
| الحضارة العربية الإسلامية في الأندلس (جزآن)                  | سلمى الخضراء الجيوسي                  | 1998    | |
| الإتجاهات والحركات في الشعر العربي الحديث 2                  | سلمى الخضراء الجيوسي                  | 2001    | |
| الغنائيات                                                    | وليم شكسبير                           | 2013    | [ 12 ] |
| الشرق الأوسط الجديد الاحتجاج والثورة والفوضى في الوطن العربي | فواز جرجس                             | 2016    | |

### المؤلفات
| الكتاب                                                                | التاريخ | المصدر |
| --------------------------------------------------------------------- | ------- | ------ |
| ت.س. إليوت: الأرض اليباب - الشاعر والقصيدة                            | 1980    |        |
| النفخ في الرماد                                                       | 1982    |        |
| البحث عن معنى                                                         | 1983    |        |
| منازل القمر (دراسات نقدية)                                            | 1990    | [ 13 ] |
| شواطئ الضياع                                                          | 1999    |        |
| مدائن الوهم: شعر الحداثة والشتات: دراسة نقدية في الشعر العربي المعاصر | 2002    |        |
| الصوت والصدى                                                          | 2005    |        |
| أوراق الخريف: دراسات وترجمات نقدية                                    | 2008    | [ 14 ] |
| ألوان المغيب                                                          | 2009    | [ 15 ] |
| دور العرب في تطور الشعر الأوروبي                                      | 2012    | [ 16 ] |
| أوراق الشتات                                                          | 2019    | [ 17 ] |
| حكايات الزمن الضائع                                                   | 2020    | [ 18 ] |
| مقالات الألف كلمة: آداب ، فنون ، ثقافة                                | 2022    | [ 9 ]  |

## الجوائز
حصل على جائزة الملك عبد الله بن عبد العزيز العالمية للترجمة في دورتها الثالثة عام 2009.